# スパイラル式分離器

模式図

スパイラル式分離器（スパイラルしきぶんりき）は、スラリー中の固形物を分離する装置である。
塔の上から混合物を流すと螺旋を下る間に比重が大きい粒子は遠心力で外側に集まり分離する事ができる。
混合物の脱水以外にも大豆等の分別にも使用される。
スパイラル式分離機は通常、ハイドロサイクロンのような他の湿式の装置よりも大規模に設計される。

## 関連分野
- 粉体分離器
- 篩
- メカニカルスクリーニング